# Comuna Sârbii-Măgura, Olt
Sârbii-Măgura este o comună în județul Olt, Muntenia, România, formată numai din satul de reședință, Vitănești.

## Demografie
Componența etnică a comunei Sârbii-Măgura
     Români (96,63%)
     Necunoscută (3,36%)
     Altă etnie (0%)
Componența confesională a comunei Sârbii-Măgura
     Ortodocși (96,63%)
     Necunoscută (3,36%)
     Altă religie (0%)
Conform recensământului efectuat în 2011, populația comunei Sârbii-Măgura se ridică la 2.053 de locuitori, în scădere față de recensământul anterior din 2002, când se înregistraseră 2.186 de locuitori. Majoritatea locuitorilor sunt români (96,64%). Pentru 3,36% din populație, apartenența etnică nu este cunoscută.
Din punct de vedere confesional, majoritatea locuitorilor sunt ortodocși (96,64%). Pentru 3,36% din populație, nu este cunoscută apartenența confesională.

## Politică și administrație
Comuna Sârbii-Măgura este administrată de un primar și un consiliu local compus din 11 consilieri. Primarul, Lucian Tănase[*], de la Partidul Social Democrat, este în funcție din 2004. Începând cu alegerile locale din 2024, consiliul local are următoarea componență pe partide politice:
|  | Partid                    | Consilieri | Componența Consiliului | Componența Consiliului | Componența Consiliului | Componența Consiliului | Componența Consiliului | Componența Consiliului | Componența Consiliului | Componența Consiliului |
|  | ------------------------- | ---------- | ---------------------- | ---------------------- | ---------------------- | ---------------------- | ---------------------- | ---------------------- | ---------------------- | ---------------------- |
|  | Partidul Social Democrat  | 8          |                        |                        |                        |                        |                        |                        |                        |                        |
|  | Partidul Național Liberal | 3          |                        |                        |                        |                        |                        |                        |                        |                        |